# NGC 5402
NGC 5402 este o radiogalaxie situată în constelația Ursa Mare. A fost descoperită în 24 aprilie 1789 de către William Herschel. Se află la o distanță de 47,15 de megaparseci de Pământ.